# Holt (Missouri)
Holt é uma cidade localizada no estado americano de Missouri, no Condado de Clay e Condado de Clinton.

## Demografia
Segundo o censo americano de 2000, a sua população era de 405 habitantes.
Em 2006, foi estimada uma população de 461, um aumento de 56 (13.8%).

## Geografia
De acordo com o United States Census Bureau tem uma área de
0,9 km², dos quais 0,9 km² cobertos por terra e 0,0 km² cobertos por água. Holt localiza-se a aproximadamente 263 m acima do nível do mar.

## Localidades na vizinhança
O diagrama seguinte representa as localidades num raio de 16 km ao redor de Holt.